# 후지타 사토시
후지타 사토시(일본어: 藤田 聡, 1976년 9월 23일 ~ )는 일본의 축구 선수이다.

## 구단 경력
J리그의 감바 오사카에서 활동했다.

## 국가대표팀 경력
그는 1993년 FIFA U-17 세계 축구 선수권 대회에 참가할 일본 U-17 국가대표팀에 발탁되었다.